# جويرية عبد الله
جويرية عبد الله هي سياسية من جزر القمر، من مواليد قرية ميتساميولي، وقد أحدثت ضجة تاريخية في عام 2004 بأنها أصبحت أول امرأة انضمت إلى الجمعية العامة لاتحاد جزر القمر، وقد كانت تمثل الدائرة الأولى من نغازيدجا وذلك اعتبارا من عام 2007، وقالت أنها لا تزال العضوة الوحيدة من الإناث في الجمعية العامة.